# تورشن کشکیلنا
تورشن کشکیلنا (به لاتین: Turośń Kościelna) یک منطقهٔ مسکونی در لهستان است که در Gmina Turośń Kościelna واقع شده‌است.

## خصوصیات
تورشن کشکیلنا ۷۰۰ نفر جمعیت دارد.